# Fotbalová reprezentace Faerských ostrovů
Fotbalová reprezentace Faerských ostrovů reprezentuje Faerské ostrovy na mezinárodních fotbalových akcích, jako je mistrovství světa nebo mistrovství Evropy, avšak na žádný závěrečný turnaj se nikdy neprobojovala. Členem FIFA se stala v roce 1988 a členem UEFA v roce 1990. První akce, které se tato reprezentace zúčastnila, byla kvalifikace na Mistrovství Evropy ve fotbale 1992.

## Mistrovství světa
| Rok    | Účast                                           | Soupisky |
| ------ | ----------------------------------------------- | -------- |
| 1930   | Ne                                              | –        |
| 1934   | Ne                                              | –        |
| 1938   | Ne                                              | –        |
| 1950   | Ne                                              | –        |
| 1954   | Ne                                              | –        |
| 1958   | Ne                                              | –        |
| 1962   | Ne                                              | –        |
| 1966   | Ne                                              | –        |
| 1970   | Ne                                              | –        |
| 1974   | Ne                                              | –        |
| 1978   | Ne                                              | –        |
| 1982   | Ne                                              | –        |
| 1986   | Ne                                              | –        |
| 1990   | Ne                                              | –        |
| 1994   | Nepostoupili z kvalifikace                      | –        |
| 1998   | Nepostoupili z kvalifikace                      | –        |
| 2002   | Nepostoupili z kvalifikace                      | –        |
| 2006   | Nepostoupili z kvalifikace                      | –        |
| 2010   | Nepostoupili z kvalifikace                      | –        |
| 2014   | Nepostoupili z kvalifikace                      | –        |
| 2018   | Nepostoupili z kvalifikace                      | –        |
| 2022   | Nepostoupili z kvalifikace                      | –        |
| Celkem | účast – 0× zlato – 0×, stříbro – 0×, bronz – 0× |          |

## Mistrovství Evropy
| Rok    | Účast                                           | Soupisky |
| ------ | ----------------------------------------------- | -------- |
| 1960   | Ne                                              | –        |
| 1964   | Ne                                              | –        |
| 1968   | Ne                                              | –        |
| 1972   | Ne                                              | –        |
| 1976   | Ne                                              | –        |
| 1980   | Ne                                              | –        |
| 1984   | Ne                                              | –        |
| 1988   | Ne                                              | –        |
| 1992   | Nepostoupili z kvalifikace                      | –        |
| 1996   | Nepostoupili z kvalifikace                      | –        |
| 2000   | Nepostoupili z kvalifikace                      | –        |
| 2004   | Nepostoupili z kvalifikace                      | –        |
| 2008   | Nepostoupili z kvalifikace                      | –        |
| 2012   | Nepostoupili z kvalifikace                      | –        |
| 2016   | Nepostoupili z kvalifikace                      | –        |
| 2020   | Nepostoupili z kvalifikace                      | –        |
| 2024   | Nepostoupili z kvalifikace                      | –        |
| Celkem | Účast – 0× zlato – 0×, stříbro – 0×, bronz – 0× |          |

## Zajímavé výsledky
- září 1990 – výhra nad Rakouskem[4]
- 14. 11. 2014 – výhra 1:0 nad domácími Řeky (mistry Evropy z roku 2004) v kvalifikaci na EURO 2016[4]
- 25.9. výhra 2-1 nad hostujícími favorizovanými Turky